# It's Magic, Charlie Brown
It's Magic, Charlie Brown (no Brasil: É Mágica, Charlie Brown ou Snoopy, o Grande Mágico) é o 21º especial de televisão animado no horário nobre baseado na história em quadrinhos Peanuts, de Charles M. Schulz. Foi ao ar pela primeira vez no dia em 28 de abril de 1981.  Mais tarde, no dia 2 de setembro de 2008, o especial foi lançado em DVD como um bônus no DVD de luxo remasterizado da Warner Home Video de It's the Great Pumpkin, Charlie Brown.
No Brasil, foi exibido no SBT na década de 80 (com dublagem da Maga) e pela Rede Record entre 2007 e 2008 (com dublagem da VTI Rio), além de ter sido distribuído em VHS (também na década de 80) e posteriormente em DVD.

## Sinopse
Em uma manhã, Charlie Brown decide que Snoopy precisa se educar para fazer mais coisas além de comer e dormir, então ele dá o seu cartão da biblioteca para Snoopy pegar alguns livros. Ele decide pegar um livro sobre magia que, após a leitura, o influencia a realizar um show em Vaudeville (sob o nome artístico de "O Grande Houndini "). Entusiasmado, Snoopy pratica magia com Woodstock ao seu lado. Enquanto treinam e riam, Charlie Brown aparece e avisa a ambos que o gato do vizinho ficará irritado se eles fizerem muito barulhentos. No entanto, Snoopy e Woodstock continuam a realizar mais truques de mágica barulhentos e o gato num piscar de olhos destrói furiosamente a casinha de Snoopy. 
Para organizar o show, Snoopy recruta Marcie como assistente e locutora e Sally como a segunda assistente silenciosa. No show, o primeiro ato dele foi de retirar um coelho da cartola (que na verdade, era Woodstock com orelhas de coelho), depois faz um truque de anel que dá errado. Esses dois truques provocam a ira de um menino que exige seu dinheiro de volta e não vê o humor que os outros veem, mas Snoopy rapidamente o interrompe duas vezes. Dando continuidade ao show, ele faz o truque do "pau no buraco" para Franklin, o truque de "decapitação-amputação" para Patty Pimentinha, o truque de "destruir o objeto e depois juntar as peças'' ao cortar o cobertor de Linus em tiras mas falha ao juntar as peças (para o desespero de Linus), o truque de levitação para Lucy, e então ele realiza o seu maior truque, fazendo o Charlie Brown desaparecer literalmente. 
No entanto, uma repentina tempestade aparece e faz com que o show termine mais cedo e a platéia foge, e Charlie Brown é deixado sozinho e ainda invisível. Convencido de que permanecerá assim pelo resto da vida, ele se prepara para percorrer o mundo como uma alma perdida, e Sally começa se mudar para o quarto dele. Antes de Charlie começar sua jornada, ele decide alimentar Snoopy para mostrar o que aconteceu. Quando Snoopy percebe que ainda não pode reverter o truque, ele tenta algumas ideias diferentes para tornar Charlie Brown visível novamente, primeiro o lava com água e sabão, que desaparece imediatamente, depois o cobre com lama e usa um secador de cabelo para solidificá-lo, mas a crosta também se rompe. Finalmente, Snoopy coloca um lençol sobre a cabeça e lhe dá uma gravata para prendê-lo, junto com alguns sapatos grandes, mas ficou parecendo um fantasma. Charlie Brown vai para casa, o que assusta Sally e quando ele se olha no espelho ele desmaia. Mesmo estando invisível, Charlie percebe que tem uma oportunidade de ouro para chutar a infame futebol de Lucy. Ele corre e finalmente chuta a bola da mão de Lucy e depois a provoca. 
Furiosa, Lucy recebe o livro de magia de volta e entrega para Snoopy. Ela o acusa de fazer Charlie Brown ficar invisível e diz manda fazê-lo reaparecer e se não fizer ela iria dar um soco no Snoopy. Snoopy entra no seu laboratório que fica dentro de sua casinha, e trabalha com produtos químicos tão voláteis, que explodem e iniciam uma violenta reação em cadeia que o assusta e o faz abandonar a casinha a fim de se proteger. Snoopy não desiste e continua a estudando o livro e testa vários contra-feitiços em Woodstock (fazendo suas patas maiores, depois cabeça maior e, em seguida, fazendo-o desaparecer, mas revertendo com sucesso cada feitiço), no entanto ele faz o contra-feitiço em todas as direções, sem saber o paradeiro de Charlie Brown. Enquanto Snoopy vagueia em uma vizinhança onde Lucy está segurando a bola no lugar, Charlie Brown passa correndo por onde Snoopy está praticando. Quando ele está prestes a chutar a bola novamente, Snoopy lança o contra-feitiço na direção de Charlie Brown, fazendo com que ele se torne inconscientemente visível novamente. Lucy testemunha o seu reaparecimento e afasta a bola pela décima primeira vez, quando Charlie Brown se levanta para chutá-la, e imediatamente cai de costas. 
Mas Charlie Brown não demonstra vergonha e diz que se sente satisfeito por ter finalmente chutado a bola, embora Lucy considere isso uma mentira, afirmando que ninguém vai acreditar nele. E quando ela ironiza as habilidades mágicas de Snoopy, ele fica zangado e levita Lucy para o céu como da vez em que fez isso durante o show de mágica, e a deixa presa lá como recompensa. Snoopy e Charlie Brown riem e dançam alegremente para concluir um dia satisfatório, ignorando os pedidos de Lucy para colocá-la no chão. 
Durante os créditos finais, Linus aparece e com o seu cobertor ele puxa Lucy para o chão. No entanto, Lucy fica brava e envergonhada com o que acontece, ela desiste e foge (depois de culpar o truque de mágica de seu irmão Linus em vez de Snoopy). 